# Chamblet
Chamblet település Franciaországban, Allier megyében. Lakosainak száma 1079 fő (2022. január 1.). Chamblet Doyet, Malicorne, Néris-les-Bains és Saint-Angel községekkel határos.

## Népesség
A település népességének változása:
| Lakosok száma | 855  | 932  | 1046 | 1049 | 1092 | 1097 | 1097 | 1093 | 1090 | 1079 |
|               | 1968 | 1982 | 1990 | 2006 | 2013 | 2015 | 2017 | 2019 | 2020 | 2022 |